# Арва (Вранча)
Арва (рум. Arva) — село у повіті Вранча в Румунії. Входить до складу комуни Броштень.
Село розташоване на відстані 163 км на північний схід від Бухареста, 17 км на північний захід від Фокшан, 89 км на північний захід від Галаца, 107 км на схід від Брашова.

## Населення
За даними перепису населення 2002 року у селі проживали 617 осіб, усі — румуни. Усі жителі села рідною мовою назвали румунську.